# 巨泉にまかせろ!
『巨泉にまかせろ!』（きょせんにまかせろ）は、1970年4月2日から同年9月24日までフジテレビ系列局で放送されていたフジテレビ製作のバラエティ番組である。放送時間は毎週木曜 22:00 - 22:56 （日本標準時）。

## 概要
大橋巨泉がヤジ馬精神と独特の話術で展開していた番組。名物コーナー「競馬コーナー」を筆頭に、毎回女性芸能人をゲストに迎えてのパロディドラマ、ショー・アニメ（『ピンク・パンサー』、因みにアニメ版は本番組が初放送、後に独立）、「ビックリ街道カメラ」などで構成されていた。番組タイトルロゴは、『火曜ワイドスペシャル』と同じシネスコ風のものが使われていた。
番組は半年で終了したが、巨泉は「代表作のひとつ」と著書で述べている。

## 出演者

### 司会
- 大橋巨泉

### レギュラー
- 藤村俊二
- 熊倉一雄
- てんぷくトリオ

## 競馬コーナー
アメリカから取り寄せたフィルムを使ったコーナー。視聴者に出走前のパドックの映像を見せ、1着馬・2着馬を連複で当ててもらうという趣向。的中者には純金のメダル（当時の価格で最高50万円相当）を贈呈した。